# Galium crespianum
Galium crespianum är en måreväxtart som beskrevs av José Demetrio Rodríguez. Galium crespianum ingår i släktet måror, och familjen måreväxter. Inga underarter finns listade i Catalogue of Life.